# エスペラミシン
エスペラミシン（esperamicin、エスペラマイシン）類は、微生物由来の色素タンパク質エンジイン抗生物質の一群であり、その中でエスペラミシンA1が最も研究されている。エスペラミシンA1および類縁体のカリケアミシンは、これまで知られている中で最も強力な抗腫瘍剤である。エスペラミシン類は極めて毒性の高いDNA切断化合物である。
エスペラミシンによるDNAの切断は、チオール化合物の存在によって大きく加速される。酸素および活性酸素ラジカルスカベンジャーは、エスペラミシンによるDNA鎖破損に有意な作用を及ぼさない。エスペラミシンによって選択的に切断を受ける部位はチミジル酸残基であり、攻撃を受ける核酸塩基の頻度（T > C > A > G）はカリケアミシン（C >> T > A = G）やネオカルジノスタチン（T > A > C > G）、ブレオミシン（C >> T > A > G）のものとは異なる。